# Château de Lange
 (septembre 2022).
Si vous disposez d'ouvrages ou d'articles de référence ou si vous connaissez des sites web de qualité traitant du thème abordé ici, merci de compléter l'article en donnant les références utiles à sa vérifiabilité et en les liant à la section « Notes et références ».
Le château de Lange est situé sur la commune de Saint-Parize-le-Châtel (France).

## Localisation
Le château est situé sur la commune de Saint-Parize-le-Châtel, située dans le département de la Nièvre en région Bourgogne-Franche-Comté.

## Description
Le château de Lange était à l'origine un petit château fort du XIIe siècle, les restes d'une de ses tours étaient encore visibles au début du XXe siècle, à l'ouest de la bâtisse actuelle.

## Historique
Le château actuel date du XVe siècle. Le premier seigneur de Lange connu est Regnaud de Lange, mais c'est sans doute Jean de Lange, qui fit construire le château existant aujourd'hui. À noter qu'en 1525 y naquit Nicolas de Lange, petit-fils du précédent qui devint avocat du roi au présidial de Lyon, puis lieutenant général à la sénéchaussée, et enfin conseiller puis premier président du parlement de Dombes.